# Giuseppe Pericu
Giuseppe Pericu, né le 20 octobre 1937 à Gênes (Ligurie) où il est mort le 13 juin 2022, est un homme politique italien.

## Biographie

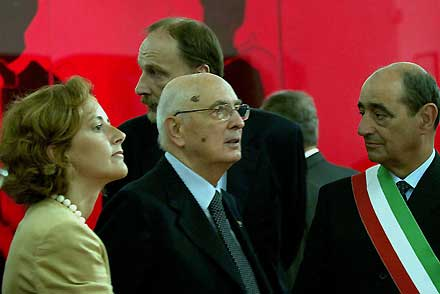
Giuseppe Pericu (à droite) en 2006 avec Giorgio Napolitano, le président de la République d'Italie.

Giuseppe Pericu naît en 1937. Son père, originaire d'Ozieri en Sardaigne, s'installe à Gênes en Ligurie.
Il a été pendant longtemps membre du Parti socialiste italien et a rallié les Démocrates de gauche en 1996.
Giuseppe Pericu a été maire de Gênes de 1997 à 2007. Diplômé en droit, il occupe la chaire de droit administratif à la Faculté de droit de l'université de Milan et enseigne le même sujet à l'université de Gênes.
En 2013, il est nommé président du conseil d'administration de l'Accademia ligustica di belle arti et il est membre du comité exécutif de l'Institut italien de technologie.
Il meurt dans sa ville natale le 13 juin 2022.